# Высотное здание на площади Красных Ворот
Администрати́вно-жило́е зда́ние на Лермонтовской пло́щади — одна из семи реализованных сталинских высоток. Построена в Москве в 1947—1953 годах по проекту архитекторов Алексея Душкина и Бориса Мезенцева и конструктора Виктора Абрамова. Центральный корпус предназначался для размещения правительственных учреждений, а в боковых были устроены 276 квартир: от двух- до пятикомнатных, причём в пятикомнатных рядом с кухнями существовали небольшие комнатки «для домработницы». Особенностью высотки стало размещение в ней наземного вестибюля станции метро.
По данным 2010-х годов, офисы в центральном корпусе занимали административные и профсоюзные организации, корпорации, банк. Основной объём башни занимает корпорация Трансстрой. 

## Идея создания
Отечественные архитекторы начали активно обсуждать возможность создания небоскрёбов в Москве после Революции 1917 года. В проекте реконструкции столицы 1935 года советская власть официально утвердила строительство Дворца Советов и нескольких 20-этажных небоскрёбов. Подготовительные работы велись медленно, а c началом Великой Отечественной войны были заморожены.
После войны советское правительство вернулось к идее строительства московских небоскрёбов. 13 января 1947 года Секретарь ЦК ВКП(б) Иосиф Сталин подписал Постановление Совета Министров СССР «О строительстве в г. Москве многоэтажных зданий». В документе были приблизительно указаны территории для возведения высоток. Согласно Постановлению, «у Красных ворот на свободном участке министерства путей сообщения» планировалось построить 16-этажное жилое здание. Строительство объекта осуществляло МПС, непосредственным куратором был назначен министр Иван Ковалёв.
Для здания Министерства путей сообщения выбрали территорию на Лермонтовской площади, где до 1927 года существовали Красные Ворота — триумфальная арка, возведённая в честь победы Русской армии в Полтавской битве. Её демонтировали, оправдывая необходимостью расширить проезжую часть. В 1928 году столичные власти разобрали стоявший поблизости храм Трёх Святителей, в котором крестили Михаила Лермонтова. Уничтожение церкви являлось частью атеистической доктрины советского правительства. В конце 1930-х был разрушен дом, в котором в 1814 году родился Лермонтов, при этом площадь Красные Ворота с 1941 года носила имя поэта. В 1964 году на высотном здании была установлена мемориальная доска, упоминающая о некогда существовавшем на этом месте здании.

## Строительство
Торжественная закладка московских небоскрёбов произошла 7 сентября 1947 года в 13:00 одновременно на всех восьми строительных площадках. Выбор даты не был случайным: в Москве проходили праздничные мероприятия, посвящённые 800-летию Москвы. Примечательно, что на тот момент ещё не существовало проектов будущих зданий. Спешка объясняется личной заинтересованностью Сталина, который масштабным строительством пытался продемонстрировать величие Страны Советов. Ему приписывают слова: «Ездят у нас в Америку, потом приезжают и ахают — ах, какие же огромные дома! Пускай теперь ездят в Москву, видят, какие у нас дома, пусть ахают». Сталин регулярно интересовался ходом строительных работ и вносил коррективы в проекты.

### Начало работ
Главный архитектор Москвы Дмитрий Чечулин в своих мемуарах написал, что первый проект здания у Красных Ворот Алексей Душкин выполнил самостоятельно. Однако предложенный проект был отправлен на доработку. В помощь Душкину назначили соавтора — молодого мастера Бориса Мезенцева, для которого работа над высоткой стала первой, выполненной в столице. Их совместная работа получила одобрение, и в 1949 году оба архитектора получили Сталинские премии второй степени.
Существовало, по меньшей мере, три обстоятельства, осложнявших строительство в Москве высотных зданий. Во-первых, из-за слабых московских грунтов (супесей, суглинков, песков) для небоскрёбов требовались надёжные и дорогостоящие фундаменты. Во-вторых, отечественные специалисты, кроме нескольких архитекторов, не имели соответствующего опыта. В-третьих, в СССР отсутствовала необходимая техническая база. Осознавая важность задачи, специалисты всех уровней достаточно быстро нашли решения и приобрели знания. Профессоры Николай Герсеванов, Николай Цытович и Дмитрий Польшин сформулировали теорию «коробчатого фундамента», который в большинстве случаев позволял возводить здание без гигантских железобетонных массивов и осадочных швов.
До 1940-х советские строители возводили малоэтажные здания преимущественно из кирпича. Это позволяло сокращать производственные затраты. Например, почти все работы были под силу человеку, поэтому можно было сэкономить на разработке и производстве дорогого оборудования. Даже в Москве в 1946-м в распоряжении строительных коллективов имелось только 26 подъёмных кранов, 55 экскаваторов и 40 самосвалов. Принимая во внимание существующие ресурсы, председатель московского исполкома Георгий Попов в 1946 году предложил ограничиться в будущем возведением двух- и пятиэтажных зданий.
Для реализации масштабного проекта требовались новые материалы и мощное оборудование. Высотки предполагалось построить из монолитного железобетона с использованием готовых плит, для чего в Люберцах и Кучине были заложены специальные заводы. Конструкторы П. П. Велихов, И. Б. Гитман и Л. Н. Щипакин разработали новые башенные краны УБК, максимальная грузоподъёмность которых составляла 15 тонн. Ключевой особенностью механизма являлась способность поднимать самого себя с этажа на этаж по мере роста здания. Использование металлического каркаса здания предполагало также разработку новых стеновых материалов: «многодырчатых» кирпичей и пустотелых керамических камней. Для производства этих материалов было создано предприятие в селе Кудиново.

### Вестибюль метрополитена
Отличительной чертой высотного здания на площади Красных Ворот стало размещение на первом этаже наземного вестибюля станции метро «Красные Ворота». На момент постройки архитекторы предполагали, что в будущем выходы со станций появятся во всех московских высотках.
Сложность в осуществлении этого проекта заключалась в характере местных грунтов. На глубине 16 метров ниже подошвы фундамента следовало построить поворотный вестибюль. На этом уровне оказались водонасыщенные плывунные грунты. Обычная практика в решении подобных задач заключалась в том, чтобы сначала выполнить все подземные работы, а затем заниматься строительством здания. На это ушло бы дополнительно 1,5 года, но советское руководство торопило работников, поэтому создание эскалаторных ходов и фундамента высотки осуществлялось параллельно.
Из-за того, что возводить фундамент приходилось в непосредственной близости к 24-метровому котловану, вырытому над местом будущего вестибюля, специалистам потребовалось провести дополнительные работы по укреплению территории стройплощадки. Группа инженеров из Метростроя под руководством Якова Дормана предложила и успешно осуществила идею заморозки плывучих грунтов вокруг котлована. Мастерами были заложены 230 скважин глубиной 27 м, в которые были опущены замораживающие колонки. По колонкам, объединённым в два контура, пустили водный раствор (рассол) хлористого кальция при температуре −20 °C. На протяжении весны 1950 года специальные станции обеспечивали круглосуточную заморозку грунта.
Искусственная заморозка вызвала пучение грунта. Инженеры знали о подобной особенности, поэтому возводили здание с наклоном от вертикальной оси. Конструктор Виктор Абрамов рассчитал, как сильно конструкция небоскрёба будет давить на разные грунты. Он предположил, что из-за заморозки уровень фундамента в одной части повысится на 50 мм, что впоследствии приведёт к отклонению здания от вертикальной оси на 16 см. Чтобы избежать таких последствий, инженер предложил колонны каркаса центрального корпуса устанавливать с заданным наклоном. В октябре 1950 года, когда замороженные грунты начали оттаивать, здание под собственным весом стало наклоняться и в итоге приняло правильную вертикальную позицию. В 1953 году правительственная комиссия проинспектировала сооружение и приняла в эксплуатацию административную часть корпуса.

## Особенности здания
138-метровое здание (вместе со шпилем) состоит из центрального 24-этажного административного корпуса и двух боковых жилых крыльев с переменной этажностью от 11 до 15. Внешние стены небоскрёба облицованы натуральным известняком, а первые этажи — красным гранитом. Интерьеры здания скромнее, чем в других сталинских высотках. Например, в отделке парадного вестибюля использовалась нержавеющая сталь, а дорогие материалы или живописные панно отсутствуют. Большинство квартир, расположенных в жилых крыльях имеют двери, выходящие к чёрным ходам.
В центральном корпусе со стороны двора был устроен зал собраний (на первом этаже) и выставочный зал (на цокольном).  В настоящее время на этом месте расположен ресторан «Лермонтов». По периметру подвала был создан тоннель с въездом со стороны Красноворотского проезда. Он был предназначен для грузового автотранспорта, обслуживающего службы здания. Существует проход из подвала здания в поворотный вестибюль метро. Первоначально здание строилось для нужд Министерства путей сообщения. Однако к 1951 году, когда работы завершились, существовало новое союзное ведомство — Минтрансстрой, которое и получило офисы в центральном корпусе высотки.
Во всех квартирах на кухнях были установлены холодильники, встроенная мебель, мойки с дробилкой для уничтожения крупных отходов. Также на кухнях был предусмотрен доступ к мусоропроводу. Помимо традиционной системы вентиляции, в доме функционировало централизованное кондиционирование. Для этого воздух с улицы фильтровался, проходил через систему увлажнения, после чего его температура достигала +15 °C. Затем в зависимости от сезона воздух нагревался до нужной отметки. Все высотные здания оснащались централизованной системой пылеудаления, которая представляла собой систему щёток и шлангов, расположенных в каждой квартире, систему трубопроводов, проходящих вдоль здания, и пылесосных станций, установленных в цокольных этажах. Собранная пыль отфильтровывалась и сбрасывалась в канализацию, а очищенный воздух из системы попадал на улицу. Для обеспечения отопления небоскрёба в подвальных помещениях были установлены бойлеры.

## Известные жители
- Архитектор Алексей Душкин жил с 1952 по 1977 год. На 2015 год в доме проживала внучка архитектора Наталия Душкина. Периодически она проводила экскурсии по высотке[20].
- Академик Мстислав Келдыш[23]
- Актёр Борис Чирков жил с 1952 по 1982 год[24]
- Актриса Наталья Гундарева[23]
- Хирург Сергей Юдин[24]
- Искусствовед Алексей Фёдоров-Давыдов[24]
- Кинооператор Анатолий Головня[24]
- Писатель Егор Радов
- Министр транспортного строительства СССР Евгений Кожевников жил с 1954 по 1975 год[24]
- Министр транспортного строительства СССР Иван Соснов жил с 1954 по 1985 год[24]

## Здание в кинематографе
Здание, включая внутренние помещения, можно увидеть в ряде советских и российских фильмов.
- 2000 — «Брат 2» (реж. Алексей Балабанов). В 1999 году здесь снимался небольшой эпизод со съёмной квартирой героя Сергея Бодрова.
- 2016 — «Экипаж» (реж. Николай Лебедев). По сюжету в этом доме живёт герой Сергея Шакурова.